# Буевский, Борис Николаевич
Буевский Борис Николаевич (род. 7 июня 1935, Кривой Рог, Днепропетровская область) — советский украинский композитор, автор балетов, симфоний, камерно-инструментальной музыки, романсов, эстрадных песен, музыки к фильмам. Отец композитора Тараса Буевского.

## Биография
Родился 7 июня 1935 года в городе Кривой Рог.
В 1959 году окончил Харьковскую консерваторию по классу композиции Дмитрия Клебанова.
В 1959—1961 годах — преподаватель теоретических предметов в Донецком музыкальном училище.
В 1961 году стал членом Союза композиторов Украины, переехал в Киев. В этом же году начинает писать для кино — музыка к игровым, анимационным, документальным и научно-популярным фильмам.
С 1993 года живёт в Брюсселе.

## Произведения
- балет — Песня синего моря (1966);
- оратория — Странствия сердца (сл. Л. Кутенко, 1964);
- для оркестра — Весенняя увертюра (1959), Украинская сюита (1959), Увертюра (1961), Симфония (1966), Балетная сюита (1968);
- для квартета деревянных духовых инструментов — Сюита (1960);
- для фортепиано — три прелюдии (1960), Этюд (1961);
- для органа — Прелюд (1960);
- для виолончели с фортепиано — Экспромт (1960);
- для хора без сопровождения — Триптих (сл. Н. Винграновского);
- для голоса с оркестром — романсы (сл. П. Верлена, 1965);
- для голоса с джазовым оркестром — циклы романсов (сл. Н. Винграновского, Р. Бернса), 9 детских песенок (сл. Н. Винграновского);
- для голоса, виолончели и фортепиано — три сонета (сл. В. Шекспира);

### Музыка к фильмам
- 1964 — Аистёнок (мультфильм);
- 1965 — Зелёная кнопка (мультфильм);
- 1966 — Медвежонок и тот, кто живёт в речке (мультфильм), Лишний хлеб, Злостный разбиватель яиц (мультфильм), Легенда о пламенном сердце (мультфильм), Песенка в лесу (мультфильм);
- 1967 — Десятый шаг, Зенитка (мультфильм);
- 1968 — Пугало (мультфильм);
- 1969 — Падающий иней, Марс XX (мультфильм), Кит и кот (мультфильм),
- 1970 — Журавлик (мультфильм), Как казаки в футбол играли (мультфильм), Мальчик и облако (мультфильм);
- 1971 — Весёлые Жабокричи; Страшный, серый, лохматый (мультфильм); Про полосатого слонёнка (мультфильм); Удивительный китёнок (мультфильм), Соломенный бычок (мультфильм);
- 1972 — Софья Грушко; Адрес вашего дома, Тихие берега, Как жёны мужей продавали (мультфильм), Бегемот и солнце (мультфильм), Закон отменяется (мультфильм), Про поросёнка, который умел играть в шашки (мультфильм);
- 1973 — Огонь, Тёплый хлеб (мультфильм);
- 1974 — Анна и Командор, Белый круг;
- 1975 — Канал, Салют (мультфильм);
- 1976 — Лесная песнь (мультфильм), Как мужья жён проучили (мультфильм);
- 1977 — Если ты уйдёшь…, Солдатки, Почему у осла длинные уши (мультфильм);
- 1978 — Вожак (мультфильм), Как казаки олимпийцами стали (мультфильм);
- 1978 — Мятежный «Орионъ», Ночные капитаны (мультфильм);
- 1979 — Трубка мира (мультфильм), Цветок папоротника (мультфильм);
- 1980 — Однажды я пришёл домой (мультфильм).